# 小椋寛子 (ミュージシャン)
小椋 寛子（おぐら ひろこ、1993年1月24日 - ）は、近畿地方を拠点に活動するエレクトーン奏者。ヤマハエレクトーンのデモンストレーターとして登録されている。

## 人物・経歴
大阪府交野市倉治出身。大阪府立交野高等学校、大阪音楽大学ピアノ専攻卒業。血液型はA型。星座は水瓶座。4歳の時にヤマハ音楽教室に入り、グループレッスン、エレクトーン個人、ピアノ個人、エレクトーン演奏研究会にて音楽を学ぶ。
テレビメディアには、朝日放送テレビの『おはよう朝日 土曜日です』に出演。番組のエレクトーン奏者を9年務めた伊藤加奈子の後を引き継ぎ、2013年10月5日から同番組に出演している。番組では2人目となる平成生まれのエレクトーン奏者である。平日版の『おはよう朝日です』にエレクトーン奏者・リポーターとして出演していた赤﨑夏実は、大学の先輩に当たる。
メディア出演以外の仕事としては、楽器店などでのエレクトーンのデモンストレーション演奏などがある。
2016年1月9日から1月11日まで服部天神宮（大阪府豊中市）でミス福娘を務めた。
2023年7月11日、和歌山県田辺市で『おはよう朝日 土曜日です』のマリンアクティビティーの体験取材中、突風にあおられて朝日放送テレビアナウンサーの増田紗織ともに高さ約2メートルから海面に落下し、病院に救急搬送された。小椋は右側腹筋挫傷、右大腿部皮下血種、増田は右骨盤、左膝、右肩の打撲、右頬骨打撲傷皮下出血の診断を受けたが入院はせず、同日中に帰宅した。
2024年12月17日、大阪府交野市より交野PR大使に任命される。

## 出演

### テレビ番組
- おはよう朝日 土曜日です/おはよう朝日です 祝日版（朝日放送テレビ） - エレクトーン演奏、リポーター。平日版の『おはよう朝日です』でエレクトーン演奏者が不在の日には代演することがある。